# Аронсон, Стина
Эстер Кристина (Стина) Аронсон, урождённая Андерссон (швед. Ester Kristina (Stina) Aronson; 26 декабря 1892, Стокгольм — 24 ноября 1956, Уппсала) — шведская писательница.

## Биография и творчество
Эстер Кристина Аронссон родилась в 1892 году в Стокгольме. Она была незаконнорождённой дочерью епископа Улофа Бергквиста и горничной Марии Андерссон. Первые семь лет жизни Стина жила в приёмной семье, однако когда муж её приёмной матери, тоже горничной, попал в тюрьму за убийство, Стина вернулась к родной матери и старшей сестре, которые жили в Уппсале. С отцом она впервые встретилась лишь уже будучи взрослой.
Несмотря на стеснённые обстоятельства ранних лет её жизни, Стина получила образование. Окончив школу в Уппсале, она затем училась в педагогическом колледже в Стокгольме. По окончании учёбы она работала учительницей в Эребру и Слите. В 1918 году Стина Андерссон вышла замуж за военного врача Андерса Аронсона. После замужества она бросила работу в школе и занялась писательством.
Литературное наследие Стины Аронсон обширно и разнообразно по тематике и стилистике. Однако на протяжении всего своего творческого пути она писала о бедных, слабых и беззащитных людях, которых общество не замечает и не хочет замечать. Первый её роман, «En bok om goda grannar» (1921), и два последующих, в которых описывается жизнь обитателей маленького городка, критика сочла лишёнными оригинальности. В начале 1930-х годов Стина Аронсон сменила стиль на более близкий к тенденциям модернизма и, сблизившись с Артуром Лундквистом и группой «Пять молодых» (De Fem Unga), начала экспериментировать с новыми для себя жанрами лирики и драмы. В 1930 году вышел её стихотворный сборник «Tolv hav». В 1935 году её роман «Medaljen över Jenny» получил премию Natur och Kultur как одно из лучших произведений о жизни рабочих. Некоторые свои произведения Стина Аронсон издавала под псевдонимами Сара Санд и Мими Пальм.
Признание к Стине Аронсон пришло поздно, через 25 лет с начала её карьеры писателя. В середине 1940-х годов критики много писали о её произведениях, повествующих о маргинальных персонажах, живущих в уединённых заброшенных местах. Наибольший успех имел опубликованный в 1946 году роман «Hitom himlen» о повседневной жизни вдовы и её сына в маленьком городке.
В 1949 году Стина Аронсон стала членом Общества девяти (Samfundet De Nio). В 1956 году она получила премию De Nio’s Stora. Среди прочих её наград — премия Тиднингена (Tidningen Vi: s litteraturpris) в 1947 году и литературная премия газеты Svenska Dagbladet в 1948 году.
Стина Аронсон умерла в Уппсале в 1956 году и была похоронена в Кристенхамне.